# Банда «гастролёров»
Банда «гастролёров» — преступная группа, действовавшая в 1971—1973 годах.

## Члены банды
В банде состояло всего два человека: Юрий Казаков и Вадим Сидоров. Идея создания банды принадлежала Сидорову, он и стал её лидером.
- Юрий Георгиевич Казаков, 1945 года рождения. Уроженец города Верхняя Тура. Ранее не судимый. С 1966 по 1971 года работал на Механическом заводе.
- Вадим Михайлович Сидоров, 1944 года рождения. Уроженец города Верхняя Тура, в 1965 году был судим за ограбление. Был освобождён в 1970 году[1].

Сидоров усиленно занимался боксом и даже стал победителем Городской спартакиады. В одном из преступных эпизодов он одним ударом кулака смог сломать шею жертве.

## Серия преступлений в городах СССР

### Первые преступления
В 1971 году Сидоров и Казаков начали свой преступный путь. Они грабили в разных городах СССР, но выручка от налётов не превышала 20 рублей . Первое крупное ограбление Сидоров и Казаков совершили в Риге. У жертвы они забрали 200 рублей. Сидоров замыслил ограбление инкассаторов, так как опасался, что их вскоре поймают. В августе 1971 года бандиты поехали в Киев, где убили милиционера Жарова 31 августа и похитили у него пистолет Макарова.

### Ограбление инкассаторов в Казани
13 сентября бандиты угнали автомобиль ГАЗ-21 с помощью связки ключей из 90 штук, купленной в Горьком у завода ГАЗ. Сидоров изготовил поддельный номер.
27 октября инкассаторы Казанского госбанка Георгий Григорян и Мансур Нигматулин взяли такси ГАЗ-21, так как водитель Госбанка не вышел на работу. Возле кафе «Осень» на них и напали Сидоров и Казаков. Григорян отправился за выручкой в кафе, а Нигматулин остался в машине. Внезапно у кафе появились двое: Сидоров нёс палку, которой запер задний выход из кафе. Казаков достал пистолет ПМ, из которого пытался убить Нигматулина, но тот выжил. Однако шофёр такси был убит.
Бандиты скрывались в одном из домов в Казани, откуда и уехали 29 октября.

### Преступления в других городах
После Казани преступники приехали в Одессу.
Они позволяли себе шиковать в ресторанах, платив рекордные по тем временам деньги: 100-200 рублей, а также заказывая личную музыку. Однажды они взяли такси и на нём прокатились по Черноморскому побережью от Гагр до Геленджика. Впоследствии бандиты побывали в 19 крупных городах СССР.
В 1972 году встал вопрос о прописке. С этой целью Сидоров и Казаков отправились в один из городов Казахстана, где, дав взятку размером в 100 рублей, сделали себе новые паспорта.

## Арест, следствие и суд
11 марта 1973 года Казаков и Сидоров ехали в одном из поездов. Неожиданно в вагон зашли оперативники. И тогда Сидоров и Казаков выпрыгнули. Первому прыжок удался, а вот Казакову бежать не удалось. При аресте он жалел, что его не убили.
Спустя некоторое время арестовали и Сидорова. Казаков сознавался в преступлениях, а Сидоров свою вину отрицал.
18 декабря 1973 года Юрий Казаков и Вадим Сидоров были приговорены по ст. 77 УК РСФСР к смертной казни через расстрел.
5 октября 1974 года приговор привели в исполнение.

## В культуре
Преступлениям банды и судебному процессу над её членами посвящен рассказ Магсума Насыбуллина "Ночной выстрел".